# لنج‌آباد (مشگین‌شهر)
لنج آباد یک روستا در ایران است که در دهستان لاهرود واقع شده‌است. لنج آباد طبق سرشماری ژنرال پناهیان در سال هزار و سیصد و سی و شش ۱۲۷۵ نفر جمعیت و در لغتنامه معین ۴۲۰ نفر معرفی شده است اما به علت مهاجرت‌های شدید به علت فقدان امکانات رفاهی و رسیدگی‌ها جمعیت فعلی ساکن در فصل زمستان در این روستا ۸۹ نفر می‌باشد.روستای لنج آباد کانون پرورش نخبگان، نویسندگان، نظامیان، علما و مداحان توانمند است.

## ریشه نام
لنج آباد از دو واژه لنج + آباد تشکیل شده است. طبق برخی گفته ها واژه لنج به معنی تپه در ترکی باستان بوده و به همراه آباد به معنای تپه آباد بوده است. اما برخی ریش سفیدان و اهالی روستا معتقدند که نام این روستا ابتدا گنج آباد بوده که بعدا بنابر ملاحظاتی به لنج آباد تغییر داده شده است. در گویش محلی به این روستا لنجاوا گفته میشود.

## طبیعت
طبیعت روستای لنج آباد به دلیل راه نامناسب این آبادی بکر مانده و هوای بسیار تمیز و با طراوتی دارد این روستا و محیطش معمولا از ابتدای بهار تا اواسط تابستان بسیار سرسبز و زیباست و هوایی نسبتا خنک دارد.

## مردم شناسی
مردم روستای لنج آباد همگی پیرو مذهب شیعه دوازده امامی هستند و به زبان ترکی آذربایجانی سخن میگویند. اهالی این روستا اغلب به دامداری و در کنار آن به کشاورزی مشغولند.